# Tony Dennis
John Anthony Dennis (sinh ngày 1 tháng 12 năm 1963 ở Eton, Berkshire) là một cựu cầu thủ bóng đá thi đấu ở vị trí tiền vệ.

## Sự nghiệp
Dennis thi đấu cho các câu lạc bộ Football League như Plymouth Argyle, Exeter City, Chesterfield, Colchester United, Lincoln City và có hơn 100 lần ra sân cho Cambridge United trong một sự nghiệp kéo dài 17 năm.

## Danh hiệu

### Câu lạc bộ
Cambridge United
- Vô địch Football League Third Division (1): 1990–91
- Vô địch Play-off Football League Fourth Division (1): 1989–90